# На межі майбутнього
«На межі майбутнього» (англ. Edge of Tomorrow) — американський воєнний науково-фантастичний фільм режисера Дага Лаймана. У головних ролях Том Круз, Емілі Блант, Білл Пекстон та Брендан Глісон. Стрічку створено на основі ранобе «All You Need Is Kill» Хіросі Сакурадзака.
Сценаристами фільму стали Крістофер МакКворрі, Джез Баттерворт і Джон-Генрі Баттерворт, продюсерами — Джейсон Гоффс, Грегорі Джейкобс та інші.
У недалекому майбутньому раса іншопланетян, названих міміками, здійснює безжалісний напад на Землю, змусивши всі військові сили Землі об'єднатися перед лицем спільного ворога. До Збройних сил усупереч його волі мобілізують і Біллі Кейджа — фахівця з військової пропаганди. У першому ж бойовому зіткненні Кейдж гине, але він встигає прикінчити одного з прибульців незвичайного кольору. Після цього він знову прокидається вранці того ж дня живий і неушкоджений. Контакт з тілом прибульця у момент смерті замкнув часову петлю, і Білл знову і знову змушений йти в той самий бій та знову гинути. Б'ючись пліч-о-пліч з бійцем спецназу Рітою Вратаскі, яка знищила більше міміків, ніж будь-хто ще на Землі, Кейдж набирається досвіду і майстерності ведення бою, і з кожним поверненням стає досвідченішим у битві з інопланетними нападниками. Раз по раз Ріта та Кейдж дають бій прибульцям, і кожна наступна битва наближає їх до розгадки того, як знищити інопланетних загарбників та врятувати планету.

## Сюжет
Земля зазнала нападу кальмароподібних іншопланетян, названих за високу пристосовуваність міміками. Прибульці захопили Західну і частину Центральної Європи та готують вторгнення у Північну Америку. Стримати натиск ворога вдається лише з використанням новітніх екзоскелетів. Символом боротьби стає носій такого обладнання Ріта Вратаскі, що вбила надзвичайно багато прибульців.
Фахівець з пропаганди Вільям (Біллі) Кейдж вирушає до Лондона у штаб Західного фронту. Там він зустрічається з генералом Брігхемом, котрий відряджає Вільяма на висадку десанту в Нормандії. Кейдж, попри звання, не має військової підготовки та намагається уникнути завдання, шантажуючи генерала викриттям його таємниць. Розлючений Брігхем наказує заарештувати Кейджа як дезертира.
Кейджа розжалують в рядові та відправляють у Нормандію. Висадка не вдається, на додаток до переваги ворожих сил, Вільям не знає як керувати екзоскелетом. Він зустрічає Ріту Вратаскі та стає свідком її загибелі. На Кейджа нападає незвичайний мімік синього кольору. Кейдж підриває себе разом з прибульцем на міні, а в мить вибуху кров міміка потрапляє йому на лице.
Вільям отямлюється на військовій базі в Хітроу, звідки раніше вилетів на завдання, та розуміє, що опинився в минулому дні. Всі події повторюються, та цього разу Вільям заздалегідь знає про них, тому швидко бере ситуацію в свої руки. Хоча Кейдж знову гине, він заново повертається у минулий день. Користуючись знанням майбутнього, йому вдається щоразу битися ефективніше, вбивати все більше міміків і рятувати товаришів. Зрештою він рятує і Ріту, котра каже при наступному поверненні в часі знайти її на базі. Вкотре загинувши, Кейдж розшукує її до того як вирушити в Нормандію. Ріта розкриває йому, що на неї також потрапила кров синього міміка, наділивши здатністю переживати день заново. Саме завдяки цьому Ріта стала героєм війни, проте після поранення та переливання крові втратила цю властивість. Ріта пояснює — синій мімік, «Альфа» украй важливий для прибульців, його функція полягає у зборі відомостей та переміщенні в часі на день назад в разі поразки, щоби врахувати помилки.
Ніхто, крім Ріти, більше не вірить Кейджу. Вона приводить Вільяма до доктора Картера, котрий розповідає про «Омегу» — головний організм міміків, що знаходиться глибоко у ворожій території. Для його пошуків Ріта радить дослухатися до видінь, що скоро повинні виникнути в Кейджа. Незабаром Кейдж бачить «Омегу» на греблі десь у Німеччині. Щоб дістатись туди, він багато днів тренується з Рітою, змушений щоразу пояснювати їй все заново. Врешті йому вдається спланувати втечу з поля бою та переконати Ріту вирушити з ним до Німеччини. Їм таланить просунутися вглиб ворожої території на авто, проте раз за разом з'ясовуються нові недоліки цього плану, через які Ріта гине. Врешті Вільям зневірюється що переможе й тікає, але у видінні бачить захоплення міміками Лондона та вирішує продовжити боротьбу самотужки.
Без Ріти Кейдж дістається покинутої електростанції, але замість «Омеги» зустрічає там «Альфу», що намагається захопити його. Здійснивши самогубство, Вільям повертається в минуле і розповідає Ріті з Картером, що видіння оманливі. Тоді Картер розповідає про розроблений ним пристрій, здатний виявити «Омегу», але він схований у штабі генерала Брігхема. Ріта з Кейджем з численних спроб проникають до кабінету генерала і викрадають пристрій. Скориставшись ним, Кейдж дізнається, що «Омега» перебуває в Парижі в Луврі. В цю мить втікачів наздоганяють і ранять.
Отямившись, Кейдж розуміє, що йому зробили переливання крові і тепер він не зможе повернутися в часі. Ріта звільняє Кейджа, він вирішує дістатися до Парижа, навіть якщо при цьому загине. Йому вдається переконати товаришів вирушити на знищення «Омеги». Солдати захоплюють конвертоплан і летять до Парижа. Біля Лувра міміки збивають апарат і багато бійців гинуть. Кейдж з Рітою стикаються з «Альфою», тоді Ріта відволікає прибульця, а Кейдж пірнає у воду, де в затопленому залі знаходиться «Омега». «Альфа» вбиває Ріту та женеться за Кейджем, але Вільям встигає підірвати «Альфу» і «Омегу». Вибух смертельно ранить і самого Кейджа, але на нього знову потрапляє кров прибульця.
За якийсь час Кейдж отямлюється на борту гелікоптера ще раніше, до першої розмови з генералом. В новинах він чує про викид енергії в Парижі та несподівану дезорганізацію міміків. Прибульці припиняють боротьбу на всіх фронтах. Кейдж вирушає на військову базу в Хітроу, де знову знайомиться з Рітою, вже у званні майора.

## У ролях
| Актор              | Роль                     |
| ------------------ | ------------------------ |
| Том Круз           | майор/рядовий Білл Кейдж |
| Емілі Блант        | сержант Ріта Вратаскі    |
| Білл Пекстон       | майстер-сержант Фаррел   |
| Брендан Глісон     | генерал Брігхем          |
| Шарлотта Райлі     | Ненс                     |
| Джонас Амстронг    | Скіннер                  |
| Меделін Манток     | Джулі                    |
| Тоні Уей           | Кіммел                   |
| Гаррі Кік          | Гріфф                    |
| Драгомир Мрсич     | Кунц                     |
| Франц Драмех       | Форд                     |
| Масайосі Ханеда    | Такеда                   |
| Ноа Тейлор         | Доктор Картер            |
| Лара Пулвер        | Карен Лорд               |
| Меріанн Жан-Батист | Доктор Віттл             |

Том Круз, знаний тим, що сам виконує трюки у своїх фільмах, також зробив це і у «На межі майбутнього». Він і Емілі Блант носили важкі металеві костюми, які зображали бойові костюми своїх персонажів. Блант тренувалась три місяці для своєї ролі, «зосередивши увагу на всьому, починаючи від ваги до спринту, йоги і гімнастики».

## Музичний супровід
| Деякі композиції | Деякі композиції      | Деякі композиції          | Деякі композиції |
| #                | Назва                 | Автор музики              | Тривалість       |
| ---------------- | --------------------- | ------------------------- | ---------------- |
| 1.               | «This Is Not the End» | Fieldwork                 |                  |
| 2.               | «Massive Mellow»      | Daniel Lenz               |                  |
| 3.               | «Railroad Track»      | Willy Moon                |                  |
| 4.               | «Trip Into The Light» | Jeremy and the Harlequins |                  |
| 5.               | «Love Me Again»       | John Newman               |                  |

## Український дубляж
Український дубляж було здійснено пост-продакшн студією Постмодерн.
Переклад тексту українською було здійснено Олегом Колесніковим, режисер дубляжу — Анна Пащенко, звукорежисер — Анна Малієнко.
Ролі озвучували:
Андрій Самінін, Катерина Качан, Борис Георгієвський, Роман Чорний, Володимир Терещук, Андрій Твердак, Олександр Ігнатуша, Дмитро Гаврилов, Сергій Солопай та інші.

## Сприйняття

### Критика
Фільм отримав позитивні відгуки: Rotten Tomatoes дав оцінку 90 % на основі 240 відгуків від критиків (середня оцінка 7,5/10) і 91 % від глядачів із середньою оцінкою 4,2/5 (119 тис. голосів). Загалом на сайті фільми має позитивний рейтинг, фільму зарахований «стиглий помідор» від кінокритиків і «попкорн» від глядачів, Internet Movie Database — 8,1/10 (122 тис. голосів), Metacritic — 71/100 (43 відгуки критиків) і 8,4/10 від глядачів (694 голоси). Загалом на цьому ресурсі від критиків і від глядачів фільм отримав позитивні відгуки.
Девід Гаглунд зі Slate відгукнувся, що незважаючи на натяки у фільмі на Першу та Другу світові війни, «На межі майбутнього» зовсім неглибокий, не роблячи навіть спроб зрозуміти, що рухає ворогом. У фільмі, однак, є вдосталь усього, щоб глядачі зосередилися на тому, що дійсно важливо: Тома Круза вбивають знову і знову, але це тільки робить його сильнішим. Критик підкреслював: сам Том Круз, як і його персонаж, опинився в «петлі часу», постійно граючи приємних для натовпу героїв бойовиків, щоразу стаючи трохи кращим.
Марк Г'юз у Forbes похвалив фільм як «розумний, дотепний сценарій», який доповнюється якісними спецефектами та розкриттям персонажів. Згідно з вердиктом, «…я сподіваюся, що якщо вітчизняні глядачі помиляються, не оцінивши цей фільм достатньою мірою, то іноземні глядачі підтримають його і зроблять його настільки успішним, щоб студія отримала повідомлення: „Робіть більше подібних фільмів!“».
Джастін Чанг із Variety назвав «На межі майбутнього» чудово продуманим і виконаним науково-фантастичним трилером, а також сказав, що це був найкращий фільм Дага Лаймана з часів «Ідентифікації Борна» (2002).
Кінокритик Девід Чен відзначає алогічність кінцівки фільму. Швидше за все мається на увазі епізод, де головний герой, після знищення Омеги і своєї смерті при цьому, повернувшись у минулий день, отямлюється у вертольоті, чуючи про загибель Омеги — нелогічність полягає у тому, що знищення Омеги відбулося в майбутньому щодо зображеного моменту, тож у часі, куди потрапив головний герой, Омега мусив бути ще живим.

### Касові збори
Під час показу в Україні, що стартував 5 червня 2014 року, протягом першого тижня фільм був показаний у 118 кінотеатрах і зібрав 445,111 $, що на той час дозволило йому зайняти 1 місце серед усіх прем'єр. Показ стрічки протривав 14 тижнів і завершився 7 серпня 2014 року. За цей час стрічка зібрала 1,400,290 $. Із цим показником стрічка зайняла 14 місце у кінопрокаті за касовими зборами в Україні 2014 року.
Під час показу у США, що розпочався 6 червня 2014 року, протягом першого тижня фільм був показаний у 3,490 кінотеатрах і зібрав 28,760,246 $, що на той час дозволило йому зайняти 3 місце серед усіх прем'єр. Показ фільму протривав 98 днів (14 тижнів) і завершився 11 вересня 2014 року. За цей час фільм зібрав у прокаті у США 100,206,256  доларів США, а у решті світу 269,000,000 $ (за іншими даними 264,200,000 $), тобто загалом 369,206,256 $ (за іншими даними 364,406,256 $) при бюджеті 178 млн $.

### Нагороди і номінації[20]
| Рік  | Нагорода              | Категорія                              | Номінант                         | Результат |
| ---- | --------------------- | -------------------------------------- | -------------------------------- | --------- |
| 2014 | Golden Trailer Awards | Найкращий трейлер-блокбастер літа 2014 | Warner Bros., The AV Squad       | Номінація |
| 2014 | Golden Trailer Awards | Найкращий бойовик                      | Warner Bros. Pictures, Wild Card | Номінація |